# Enema of the State
Enema of the State is derde studioalbum van de Amerikaanse poppunkband Blink-182, uitgebracht op 1 juni 1999 door MCA Records. Het was het eerste album van de band met hun nieuwe drummer Travis Barker, die Scott Raynor verving.

## Nummers
Alle muziek en teksten zijn geschreven door Mark Hoppus and Tom DeLonge, tenzij anders aangegeven. 
| 1.                 | Dumpweed                             | DeLonge         | 2:23 |
| 2.                 | Don't Leave Me                       | Hoppus          | 2:23 |
| 3.                 | Aliens Exist                         | DeLonge         | 3:13 |
| 4.                 | Going Away to College                | Hoppus          | 2:59 |
| 5.                 | What's My Age Again?                 | Hoppus          | 2:28 |
| 6.                 | Dysentery Gary                       | DeLonge, Hoppus | 2:45 |
| 7.                 | Adam's Song                          | Hoppus          | 4:09 |
| 8.                 | All the Small Things                 | DeLonge         | 2:48 |
| 9.                 | The Party Song                       | Hoppus          | 2:19 |
| 10.                | Mutt (Hoppus, DeLonge, Scott Raynor) | DeLonge         | 3:23 |
| 11.                | Wendy Clear                          | Hoppus          | 2:50 |
| 12.                | Anthem                               | DeLonge         | 3:37 |
| Totale duur: 35:17 |                                      |                 |      |